# マータレー県
マータレー県（マータレーけん、シンハラ語: මාතලේ දිස්ත්‍රික්කය、タミル語: மாத்தளை மாவட்டம்、英語: Matale District）は、スリランカ中央高地の中部州に属する県。県都はマータレー。面積1,987km²。

## 地理
マータレー県はスリランカ内陸の中央高地上にあり、南北に並ぶ中部州3県の中で北側に位置する。南でキャンディ県、西で北西部州のクルネーガラ県、北で北中部州のアヌラーダプラ県、北東でポロンナルワ県、東で東部州のアンパーラ県、南東でウバ州のバドゥッラ県と接する。県庁所在地であるマータレーは県の南西にあり、世界遺産で知られるダンブッラやシーギリヤは逆に県の北端付近に位置している。

### 主要な都市及び町
- マータレー - Municipal Council
- ダンブッラ - Urban Council
- シーギリヤ

## 人口動態
2012年時点の人口は482,348人。国勢調査によると、人口の8割をシンハラ人が占めており、残り2割をスリランカ・ムーアとスリランカ・タミル、それにインド・タミルが構成している。同じく人口の8割が仏教で、次いでヒンドゥー教とイスラム教が1割弱を、残りをキリスト教が占めている。

### 民族
| 民族               | 人口    | %     |
| ------------------ | ------- | ----- |
| シンハラ           | 389,092 | 80.7% |
| スリランカ・ムーア | 44,113  | 9.1%  |
| スリランカ・タミル | 24,756  | 5.1%  |
| インド・タミル     | 23,400  | 4.9%  |
| バーガー           | 376     | 0.1%  |
| スリランカ・マレー | 335     | 0.1%  |
| その他             | 157     | 0.0%  |

### 宗教
| 宗教               | 人口    | %     |
| ------------------ | ------- | ----- |
| 仏教               | 383,561 | 79.5% |
| イスラム教         | 44,721  | 9.3%  |
| ヒンドゥー教       | 43,882  | 9.1%  |
| カトリック         | 7,911   | 1.6%  |
| その他のキリスト教 | 2,138   | 0.4%  |
| その他             | 16      | 0.0%  |